# Salvatore Spinuzza
(Salvatore Spinuzza prima di essere giustiziato)
Salvatore Spinuzza (Cefalù, 18 dicembre 1829 – Cefalù, 14 marzo 1857) è stato un patriota italiano.

## Biografia
È stato uno dei protagonisti del Risorgimento cefaludese unitamente a Carlo e Nicola Botta, Andrea Maggio, Cesare Civello, Alessandro Guarnera e al fratello Antonio Spinuzza. Il suo nome viene accostato a quello di Francesco Bentivegna di Corleone, l'altro protagonista della rivolta antiborbonica del 25 novembre 1856. Il moto insurrezionale fu represso e i suoi capi, datisi alla fuga, vennero catturati nel territorio di Pettineo e, tranne il Civello che riuscì a fuggire a Malta, sottoposti a processo. Salvatore Spinuzza e Francesco Bentivegna furono entrambi condannati dal Tribunale militare alla pena capitale. La condanna per lo Spinuzza fu eseguita il 14 marzo 1857. Nicola e Carlo Botta, Alessandro Guarnera e Andrea Maggio, condannati anch'essi a morte, ebbero commutata la pena nel carcere alla Favignana, dal quale furono liberati nel 1860 in seguito allo sbarco di Garibaldi in Sicilia.
Salvatore Spinuzza morì dunque appena ventottenne. All'età di diciannove anni si era reso protagonista di azioni antiborboniche in occasione della rivolta del 1848. Subì il primo arresto. Nel 1853 patì un secondo arresto insieme ad altri ventotto cospiratori. Gli furono inflitti tre anni di carcere duro in quel di Favignana. Qualche mese prima della rivolta del 25 novembre 1856 venne per la terza volta arrestato, ma liberato dai patrioti. Soffocata l'insurrezione, fu condannato alla pena di morte mediante fucilazione. L'esecuzione avvenne nell'attuale piazza Garibaldi, dove tuttora è presente un monumento in suo onore. Resta famosa la frase da lui detta nel momento supremo: "Possa il sangue mio e dell'amico Francesco Bentivegna essere la salvezza della Patria".

## Dediche a Cefalù
Cefalù ha reso tributo al suo concittadino intitolandogli la via dove era nato, al tempo Strada San Nicola, e il plesso della scuola elementare cittadina.
Salvatore Spinuzza è inoltre ricordato a Cefalù da un monumento in piazza Garibaldi, formato da due lapidi e da un busto bronzeo che lo raffigura. Un'altra lapide è posta in piazza Garibaldi nel punto esatto dove venne giustiziato, e così recita: "Alla non mai peritura memoria di Salvatore Spinuzza, martire precursore della libertà italiana, moschettato su questa piazza il 14 marzo 1857, il patriottico Municipio in attestazione di venerazione". Un'ulteriore lapide è posta sulla casa che diede i natali a Spinuzza; venne offerta nel 1929, in occasione del centenario della sua nascita, dai cefaludesi di Baltimora aderenti alla "Loggia Salvatore Spinuzza dei Figli d'Italia".

Dediche di Cefalù a Salvatore Spinuzza
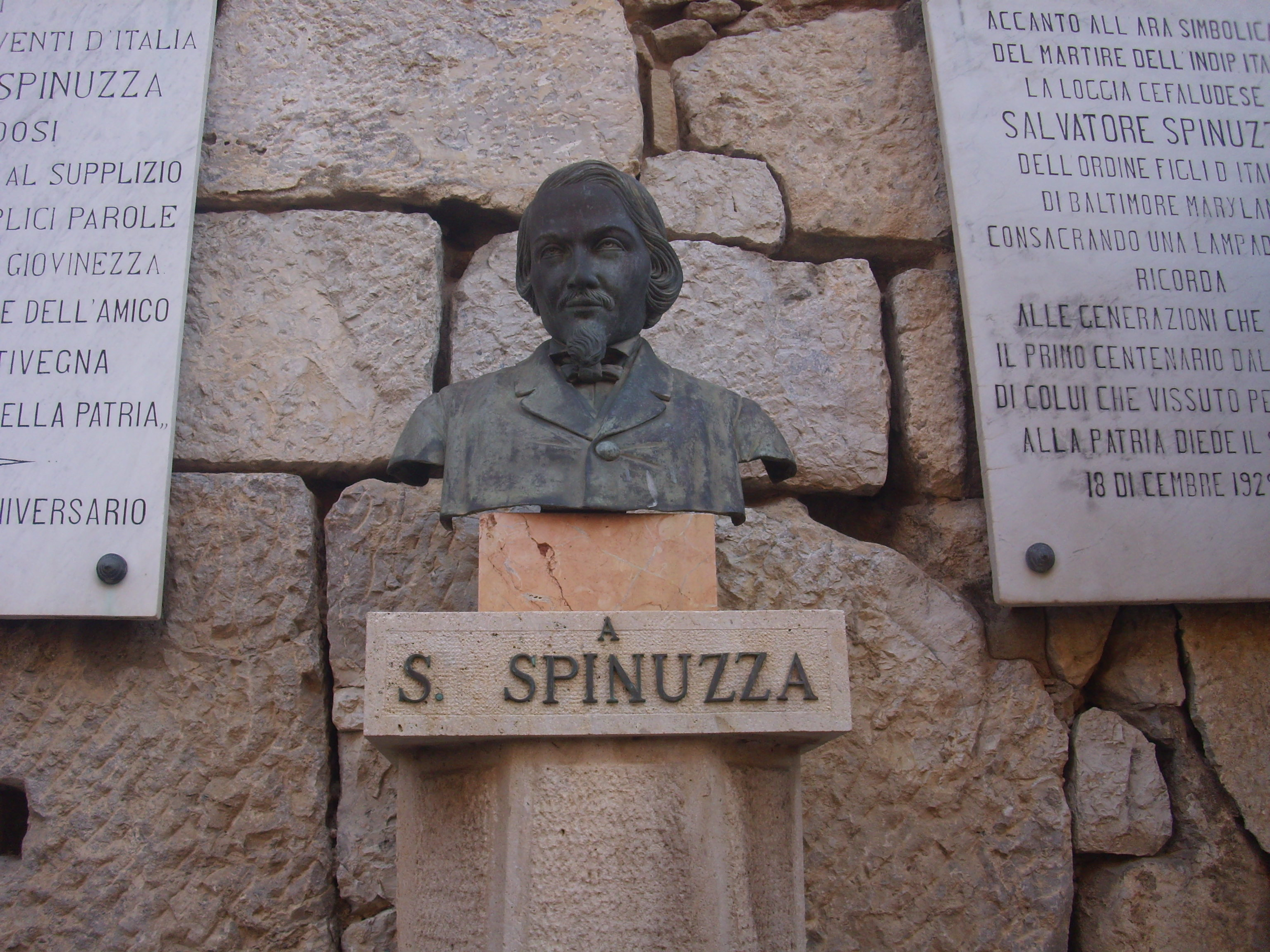
Monumento in piazza Garibaldi
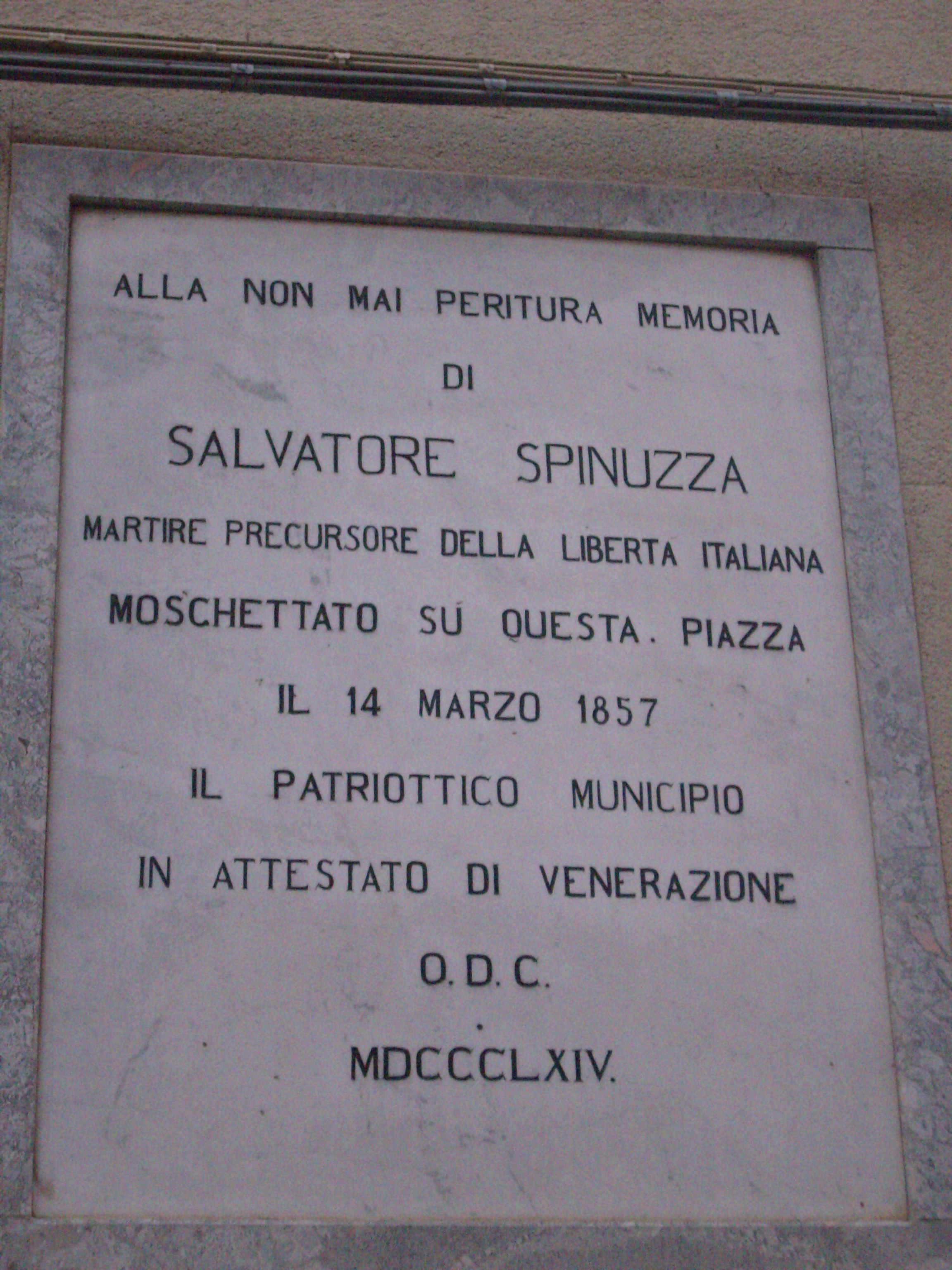
Omaggio in piazza Garibaldi
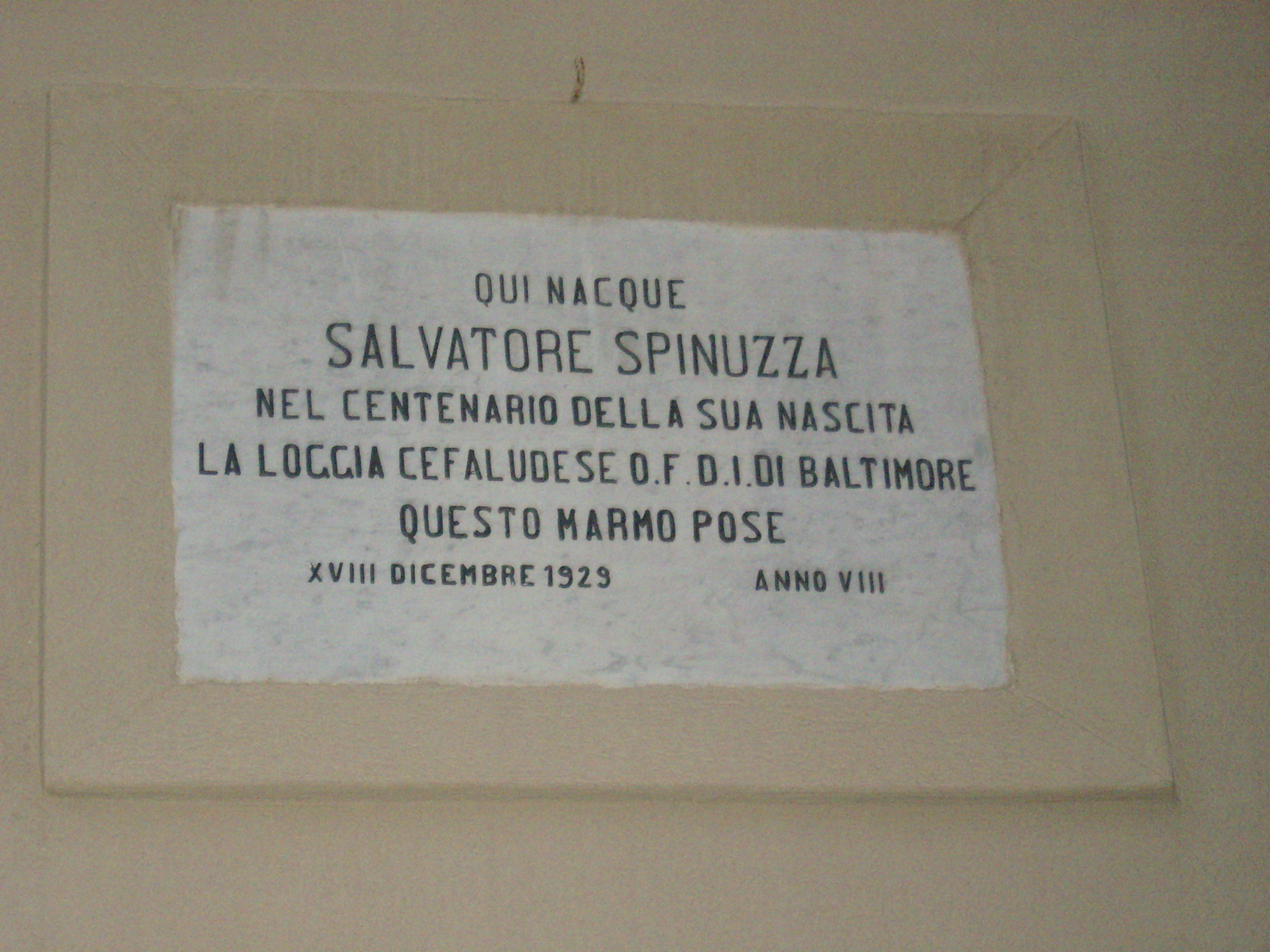
Omaggio in via Spinuzza